# Conus lamberti
Espèce
Statut de conservation UICN

 LC  : Préoccupation mineure
Conus lamberti est une espèce de mollusques gastéropodes marins de la famille des Conidae.
Comme toutes les espèces du genre Conus, ces escargots sont prédateurs et venimeux. Ils sont capables de « piquer » les humains et doivent donc être manipulés avec précaution, voire pas du tout.

## Description
La taille de la coquille varie entre 70 mm et 114 mm. La coquille lisse est brun-orange, avec de grandes taches blanches subtriangulaires, le plus souvent disposées de manière à indiquer trois larges bandes. 

## Distribution
Cette espèce marine est présente au large de la Nouvelle-Calédonie.

### Niveau de risque d’extinction de l’espèce
Selon l'analyse de l'UICN réalisée en 2011 pour la définition du niveau de risque d'extinction, cette espèce est endémique de la Nouvelle-Calédonie et du plateau de Chesterfield. La profondeur de cette espèce est de 30-100 m. Il n'y a actuellement aucune donnée dans la littérature concernant les populations de cette espèce. Elle est très rare dans toute son aire de répartition et n'est connue que par moins de 20 spécimens. Cette espèce est endémique à une distribution très restreinte dans le sud-ouest du Pacifique, mais n'est pas confinée à une seule population. Malgré le fait que cette espèce soit très recherchée, elle n'est pas facilement accessible et on ne pense pas qu'elle soit menacée de façon importante. Son habitat se trouve également dans plusieurs zones protégées. Elle est classée dans la catégorie préoccupation mineure.

## Taxinomie

### Publication originale
L'espèce Conus lamberti a été décrite pour la première fois en 1877 par le malacologiste français Pierre-Marie-Bernard-Saint-Martin Souverbie (d) dans « Journal de Conchyliologie »,.

### Synonymes
- Conus (Darioconus) lamberti Souverbie, 1877 · appellation alternative
- Darioconus lamberti (Souverbie, 1877) · non accepté